# Richtfunkverbindungen nach West-Berlin

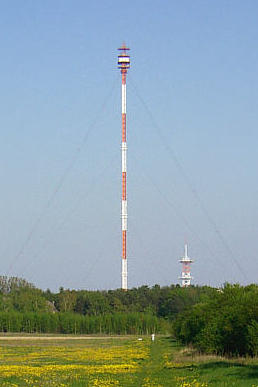
Richtfunkanlage Berlin-Frohnau: Der 358 Meter hohe Gittermast links wurde Anfang Februar 2009 gesprengt. Der kleinere (117,5 m) Antennenträger rechts wird weiter verwendet.

Die Richtfunkverbindungen nach West-Berlin entstanden infolge der am 24. Juni 1948 beginnenden Berlin-Blockade zur Sicherung der Telefonverbindungen zwischen West-Berlin und Westdeutschland, unabhängig von den bestehenden Kabelstrecken. Da die vom Fernamt Berlin in der Winterfeldtstraße im Amerikanischen Sektor der eingeschlossenen Stadt in Richtung Westen führenden Fernleitungen jederzeit von der Sowjetischen Militäradministration in Deutschland (SMAD) unterbrochen werden konnten, wurden Lösungen erforscht und realisiert, die Kabellinien durch Richtfunkverbindungen zu ergänzen bzw. zu ersetzen.
Der Aufbau von betrieblich stabilen Richtfunkstrecken war wegen der großen zu überbrückenden Distanzen (135–190 km) über das Gebiet der Sowjetischen Besatzungszone bzw. DDR hinweg schwierig und lag an der Grenze des physikalisch Machbaren.

## Geschichte
Hauptproblem war die große Entfernung von rund 135 km in Richtung Gartow (Höhbeck), die aus dem Bereich Wannsee bzw. Frohnau im Norden Berlins aus zu überbrücken war. Vom Schäferberg auf der Wannseeinsel in Richtung Oberharz waren es rund 190 km. Diese sogenannten Richtfunkfelder konnten von den damals verfügbaren Richtfunkanlagen für den militärischen Einsatz, die aus Beständen der Wehrmacht stammten, nicht überbrückt werden. Die Ende der 1930er Jahre von Telefunken für die Luftwaffe entwickelten Dezimeter-Geräte vom Typ DMG 5 K (Deckname: „Michael“-Gerät) arbeiteten auf Frequenzen von 502 bis 554 MHz mit Funkfeldern von maximal 50–100 km Länge.
Da für eine störungsarme Übertragung eine (Quasi-)Sichtverbindung zwischen den Endstellen bestehen soll, waren wegen der Erdüberhöhung selbst bei der kürzeren Strecke Frohnau – Gartow auf beiden Seiten Antennenträger (Gittermasten) von rund 340 Metern Höhe erforderlich. Dies wurde erst Ende der 1970er Jahre realisiert.
Alle Richtfunkstrecken nach West-Berlin wurden vom Ministerium für Staatssicherheit und der NVA der DDR abgehört.

### Erste Provisorien (1948–1950)
Im Jahr 1948 führte die britische Besatzungsmacht den ersten Richtfunkversuch zwischen dem Berliner Funkturm und dem Bocksberg im Harz durch. Es standen anfangs nur drei, später acht Kanäle für Sprachübertragung zur Verfügung.
Nach Beginn der Berlin-Blockade wurden zunächst mit Lorenz-UKW-Funksprechgeräten des Typs München, die eigentlich für den Polizeifunk gedacht waren, Versuche durchgeführt. Diese ergaben, dass es trotz fehlender Sichtverbindung und nur 100 W Sendeleistung im Frequenzbereich zwischen 35 und 85 MHz möglich war, eine Sprechfunkverbindung zwischen West-Berlin und Westdeutschland herzustellen.
Bereits wenige Tage nach Kriegsende wurde am 19. Mai 1945 das Post- und Fernmeldewesen der später geteilten Stadt dem Berliner Magistrat als „Abteilung Post- und Fernmeldewesen des Magistrats von Groß-Berlin“ unterstellt und damit zu einer kommunalen Angelegenheit. In den Westsektoren war ab Januar 1951 die „Senatsverwaltung für Post- und Fernmeldewesen“ (SVPF) zuständig. Eine Organisation Deutsche Bundespost Berlin gab es zu keiner Zeit – dieser Begriff war nur auf den Berliner Briefmarken zu finden. Hierzu siehe auch: Oberpostdirektion – Berlin.
Zunächst wurde die Strecke Berlin – Torfhaus/Oberharz in Betrieb genommen, die zwar mit 190 km länger war, jedoch im Harz die Möglichkeit bot, die Antennen höher zu platzieren, was die größere Entfernung etwas kompensierte. Zusätzlich war dort eine einfachere Anbindung an das Telefon-Fernnetz möglich. Zur besseren Entkopplung waren die Sende- und Empfangsstellen räumlich getrennt. Im Harz standen die Sende- und Empfangsstelle rund 600 m voneinander entfernt auf den Lerchenköpfen, einem zweikuppigen Höhenzug in Torfhaus. Mit großen Richtantennen und hohen Sendeleistungen wurde der (wetterabhängige) Beugungseffekt der Radiowellen ausgenutzt. Ab Oktober 1948 wurde von Torfhaus aus auf 38,4 MHz in Richtung Berlin gesendet, der Rückkanal arbeitete auf 35,5 MHz. Verwendet wurden frequenzmodulierte Trägerfrequenzanlagen (TF-Anlagen) mit acht Kanälen des Typs MEK 8 (Mehrfach-Einzelkanalgerät für Kabel und Freileitungen), die von der AEG bereits in den 1930er Jahren entwickelt worden waren.
In Berlin waren in der Sendestelle Wannsee zwei 40 m hohe Stahlgittermasten auf dem Dach des Hochbunkers Heckeshorn aufgebaut worden. Die „Tannenbaum-Antennen“ (Dipolfelder) waren zwischen den Masten aufgehängt. In der Empfangsstelle Grunewald  stand eine identische Antennenanlage auf einer Gebäuderuine der während der NS-Zeit geplanten Wehrtechnischen Fakultät südwestlich des Olympiastadions, wo sich heute der Teufelsberg befindet. Beide Standorte waren über Kabel bzw. Richtfunk mit dem Berliner Fernamt in Schöneberg verbunden.
Eine zweite MEK-8-Anlage wurde ab Dezember 1948 auf den Frequenzen 41,7 bzw. 44,5 MHz betrieben. Im August 1949 kam eine dritte Verbindung mit 15 Fernsprechkanälen auf 64 bzw. 68 MHz im VHF-Band I dazu, die das leistungsfähigere TF-Gerät MG 15 (Mehrfach-Gruppen-System) verwendete, sodass zwischen Berlin und Torfhaus nun 31 Fernsprechkanäle zur Verfügung standen. Die MG-15-Anlage mit Einseitenbandmodulation und unterdrücktem Träger stammte von Siemens & Halske. Alle drei Richtfunkstrecken wurden mit UKW-Rundfunksendern der Berliner C. Lorenz AG, Typ RBS 6/RBS 7 mit 1 kW Sendeleistung betrieben. Hinzu kam noch eine einkanalige Dienstverbindung über 100-W-UKW-Sprechfunkgeräte mit separaten Richtantennen für betriebliche Zwecke.
Bis Februar 1950 waren die beiden ersten Linien auf die MG-15-Geräte im VHF-Band I umgestellt, sodass zwischen Berlin und Torfhaus zusammen 45 Fernsprechkanäle verfügbar waren. Die tägliche Ausfallzeit betrug lediglich rund zwei Prozent.

### Richtfunkstelle Berlin-Nikolassee (1951–1973)

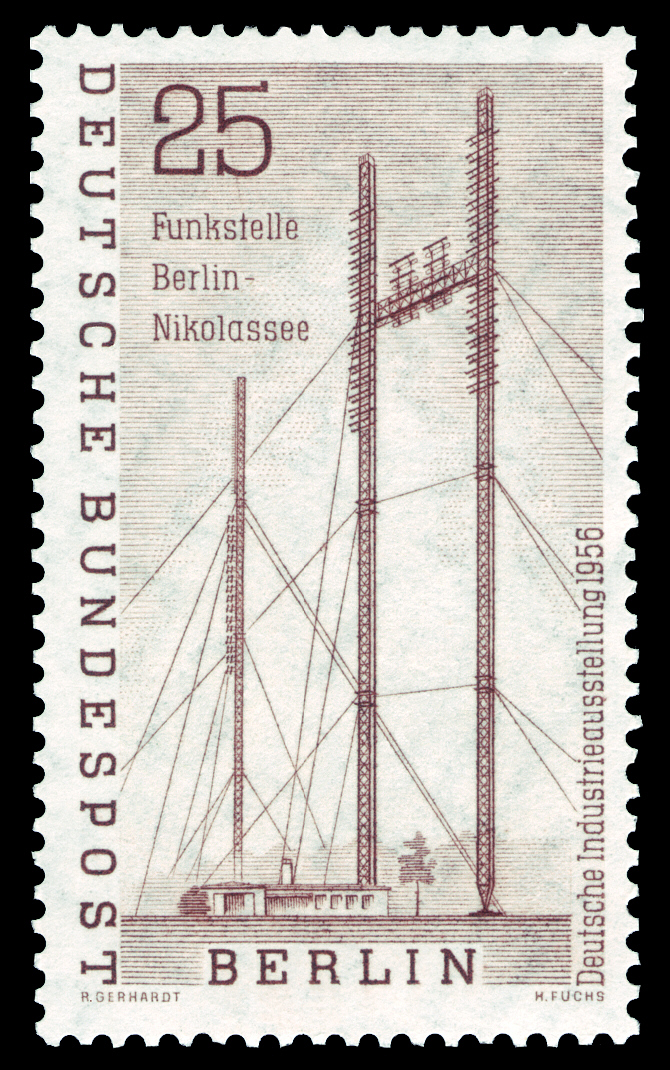
Funkstelle Berlin-Nikolassee auf einer Sondermarke, 1956

Am 12. Juni 1950 beschloss der Berliner Magistrat (Magistrat Reuter), den nach alliierten Luftangriffen und der Schlacht um Berlin in der Stadt zurückgebliebenen Trümmerschutt auf dem Areal der unvollendeten Wehrtechnischen Fakultät abzulagern. Andere Deponien wie der Insulaner hatten die vorgesehene Kapazität erreicht und konnten nicht weitergenutzt werden. Bis 1972 wurden insgesamt 26 Millionen Kubikmeter Trümmerschutt dort abgeladen, wo sich heute der Teufelsberg befindet.
Nach nicht einmal zwei Jahren Betrieb musste daher die Funkempfangsstelle Grunewald aufgegeben werden. Ersatz war ein Gelände am Wannseebadweg rund 500 m östlich des Strandbades Wannsee. Dort wurde in den Jahren 1950/1951 die Funkstelle Berlin-Nikolassee aufgebaut, postintern Richtfunkstelle Berlin 2 (RifuSt) genannt, die im Mai 1951 den Betrieb aufnahm. Als Antennenträger der Überhorizont-Richtfunkanlage (Lage) dienten drei 150 m hohe abgespannte Stahlgittermaste. Zwei davon waren in 25 m Abstand aufgestellt und bildeten die Form eines ‚H‘, da sie in 120 m Höhe über eine Stahlfachwerkbrücke verbunden waren. Gegenstation war die rund 135 km entfernte Funkstelle Höhbeck im Landkreis Lüchow-Dannenberg. Die auf dem Höhbeck befindliche Anlage wurde später Richtfunkstelle Gartow genannt. Ab 1957 waren in der RifuSt Nikolassee 78 Kanäle (2 × 15 plus 2 × 24 Kanäle) im VHF-Band I in Betrieb, die zwei Jahre später von zwei neuen Anlagen mit zusammen 240 Kanälen ergänzt wurden, die auf 300 MHz im oberen Bereich der Ultrakurzwelle arbeiteten. Im Endausbau liefen so über die im Berliner Volksmund kurz „Niko“ genannte Anlage insgesamt 318 Fernsprech-/Fernschreibkanäle. Nach der Inbetriebnahme des Fernmeldeturms Schäferberg im Juli 1964 verlor die RifuSt Nikolassee an Bedeutung und stellte von 1969 bis 1973 nur noch eine Fernseh-Übertragungsstrecke (System AM TV/250) bereit. Nach Demontage der Masten im Oktober 1974 und dem Abbau der technischen Geräte wurde das Gelände am 26. Mai 1975 wieder an die Landesforstverwaltung übergeben.

### Richtfunkstelle Berlin-Schäferberg (1959–1995)

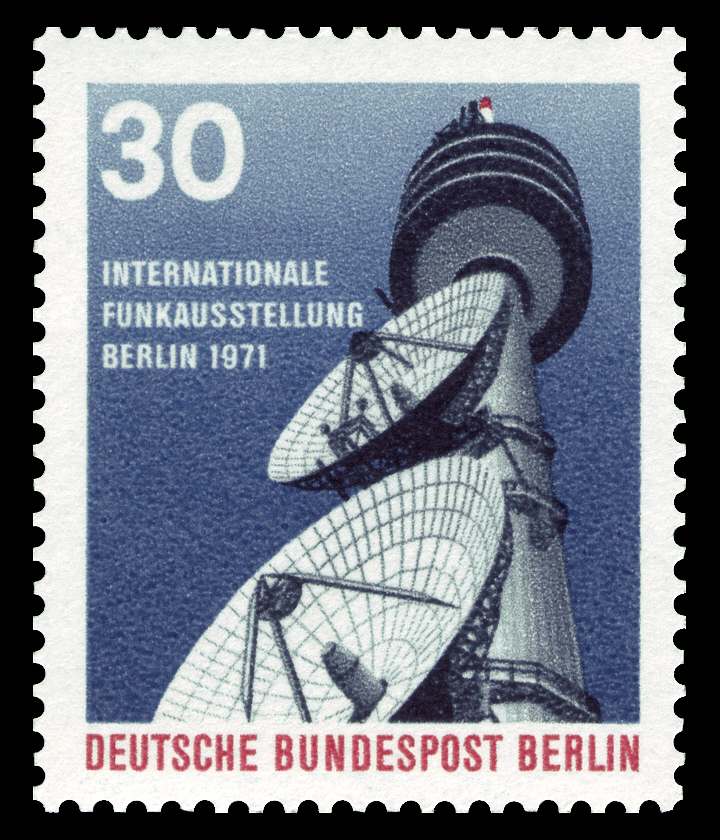
Die beiden 18-Meter-Parabolspiegel am Fernmeldeturm Berlin-Schäferberg, 1971

Zur Entlastung der Richtfunkstelle Nikolassee wurde 1959 auf dem Schäferberg im Ortsteil Wannsee ein 45 m hoher freistehender Stahlfachwerkturm errichtet, der zwei Parabolspiegel von je zehn Metern Durchmesser trug. Gegenstelle war die rund 190 km entfernte baugleiche Richtfunkstation Torfhaus im Oberharz. Erstmals wurde die Technik des Scatter-Richtfunks erprobt und im 2,2-GHz-Bereich konnten damit zusätzliche 360 Kanäle (3 × 120) bereitgestellt werden. Nach der Außerbetriebnahme 1991 wurde der Stahlfachwerkturm in Torfhaus komplett abgebaut, während der 45-Meter-Turm in Berlin heute vorwiegend dem Mobilfunk dient.
Mitte März 1961 begannen die Arbeiten am Fundament für den 216 m hohen Fernmeldeturm Berlin-Schäferberg. Über ihn liefen ab Juli 1964 bis 1991 Telefonverbindungen (im Vollausbau 20 × 120 = 2400 Kanäle) auf Frequenzen um 250 MHz (später auch 400 MHz) zum neuen Mast Gartow 1 der Richtfunkstelle Gartow.
Im Spätsommer 1966 erhielt der FMT Schäferberg am Schaft in 35 bzw. 55 m Höhe zwei Parabolspiegel (Cassegrain-Antenne) von je 18 m Durchmesser installiert, um zusätzliche Scatter-Richtfunkstrecken im 1,9-GHz-Bereich nach Torfhaus zu ermöglichen, wo zwei baugleiche Parabolspiegel untereinander an einem neuen Stahlfachwerkturm von 57 m Höhe angebracht waren. Der freistehende Turm im Harz wurde wegen seiner exponierten Lage mit den dort häufig auftretenden hohen Windgeschwindigkeiten und den beiden je zehn Tonnen schweren Parabolspiegeln außergewöhnlich massiv ausgeführt. Die ersten Richtfunkstrecken vom Fernmeldeturm Schäferberg nach Torfhaus (im Vollausbau 3 × 960 = 2880 Kanäle) wurden im Juli 1967 aufgeschaltet. Anfang 1995 endete deren Betrieb.
Von der gesamten Richtfunkstelle Berlin-Schäferberg in Richtung Gartow und Torfhaus waren insgesamt bis zu 5640 Kanäle verfügbar. Die beiden großen Parabolspiegel am FMT Schäferberg wurden am 11./12. November 1996 demontiert. Der Stahlfachwerkturm in Torfhaus, dessen 18-Meter-Parabolspiegel ebenfalls abgebaut wurden, dient weiter als Träger von Richtfunk- und Mobilfunkantennen.

### Richtfunkstelle Berlin-Frohnau (1974–2000)
Im Sommer 1970 begannen die Arbeiten zu einer Scatter-Richtfunkstrecke zwischen Berlin-Frohnau und Clenze, einem Ort im Drawehn. Als Antennenträger der Richtfunkanlage Berlin-Frohnau (intern: Funkübertragungsstelle Berlin 25) diente ein freistehender Stahlfachwerkturm von 92 m Höhe, der in 40, 60 und 82 m Höhe Gitterrost-Plattformen für die Aufstellung der Zubringer-Richtfunkantennen erhielt. Mit dem aufgesetzten Rohrmast erreichte der Antennenträger eine Höhe von 117,5 m. Für die 164 km lange Richtfunkstrecke zur neuen Funkübertragungsstelle Clenze 1 wurden an beiden Standorten je zwei Cassegrain-Antennen von 18 m Durchmesser installiert. Insgesamt 720 Kanäle waren im 1,9-GHz-Bereich von 1976 bis 1993 zwischen Berlin und Clenze in Betrieb.
Ab Anfang 1980 wurde erstmals eine Richtfunkstrecke zwischen West-Berlin und der Bundesrepublik mittels Sichtverbindung realisiert. Hierfür wurde in Frohnau zwischen 1977 und 1979 ein 344 m hoher abgespannter Stahlgittermast errichtet. Als Gegenstation diente der bau- und zeitgleich errichtete Stahlgittermast Gartow 2 auf dem Höhbeck. Die gesamte Übertragungskapazität dieser mit Frequenzen von 5,9 bzw. 8,2 GHz arbeitenden Richtfunkstrecken betrug 11.880 Fernsprechkanäle, sodass zusammen mit dem kleineren Fachwerkturm die Frohnauer Anlage eine Gesamtkapazität von 12.600 Fernsprechkanälen hatte. Der Richtfunkbetrieb in Frohnau endete Anfang 2000.
Die Betriebskanzel in Frohnau wurde 1982 erweitert, um Platz für Abhörtechnik der französischen und US-amerikanischen Besatzungsmacht zu schaffen, die von dort aus besser den VHF- und UHF-Funkbetrieb im Bereich des Warschauer Paktes erfassen konnten. Da auch die Installation der Antennen Platz benötigte, musste der Mast zusätzlich um rund 14 m auf 358,58 m erhöht werden.

### Funk- und Kabelstrecken durch DDR-Gebiet (ab 1987)
Mitte der 1980er Jahre konnten Vereinbarungen zwischen den beiden deutschen Staaten getroffen werden, die es gegen Zahlungen an die DDR in „konvertierbarer Währung“ (Westmark) erlaubten, über vier Normalfunkfelder von jeweils 30–45 km Länge eine Richtfunkstrecke vom Berliner Schäferberg nach Gartow im Wendland aufzubauen. Auf Fernmeldetürmen der DDR-Post in Perwenitz, Rhinow und Dequede wurden Richtfunkanlagen des Typs DRS 140/3900 (Digitales Rifu-System für 140 MBit/s) aus westdeutscher Produktion aufgebaut, die ab Mitte März 1987 digital 1920 Fernsprechkanäle im 3,9-GHz-Bereich übertrugen. Wartungsarbeiten in den drei DDR-Richtfunkstellen übernahmen die dortigen Kräfte der Deutschen Post.
Ebenfalls vereinbart wurde die Verlegung eines Kabels mit Lichtwellenleitern zwischen Uelzen und Berlin über DDR-Territorium. Der Betrieb wurde Mitte 1987 zunächst teilweise aufgenommen; der Vollausbau war erst zwei Monate vor dem Mauerfall Anfang November 1989 abgeschlossen. Jede der 60 Gradientenfasern war für die Übertragung digitaler Signale mit 140 MBit/s geeignet. Damit hätte man insgesamt 57.600 Fernsprechkanäle übertragen können, allerdings wurde das Kabel gemischt mit Stromkreisen für Dateldienste, Fernsprechen und Videokonferenzen beschaltet.

### Erdfunkstelle Wannsee (ab 1987)
Bei der Deutschen Bundespost begannen 1986 die Planungen für die Erdfunkstelle Wannsee. Auf dem Areal einer früheren Müllkippe am Roedenbecksteig 11 in Wannsee wurde eine Anlage mit acht Parabolspiegeln von einem Durchmesser zwischen 5 und 18 m errichtet. Im Februar 1987 gingen die ersten Antennen in Betrieb; erst nach der deutschen Wiedervereinigung erfolgte im Jahr 1991 die endgültige Fertigstellung der Satellitenfunkstelle. (Lage)

### Nach der Wiedervereinigung

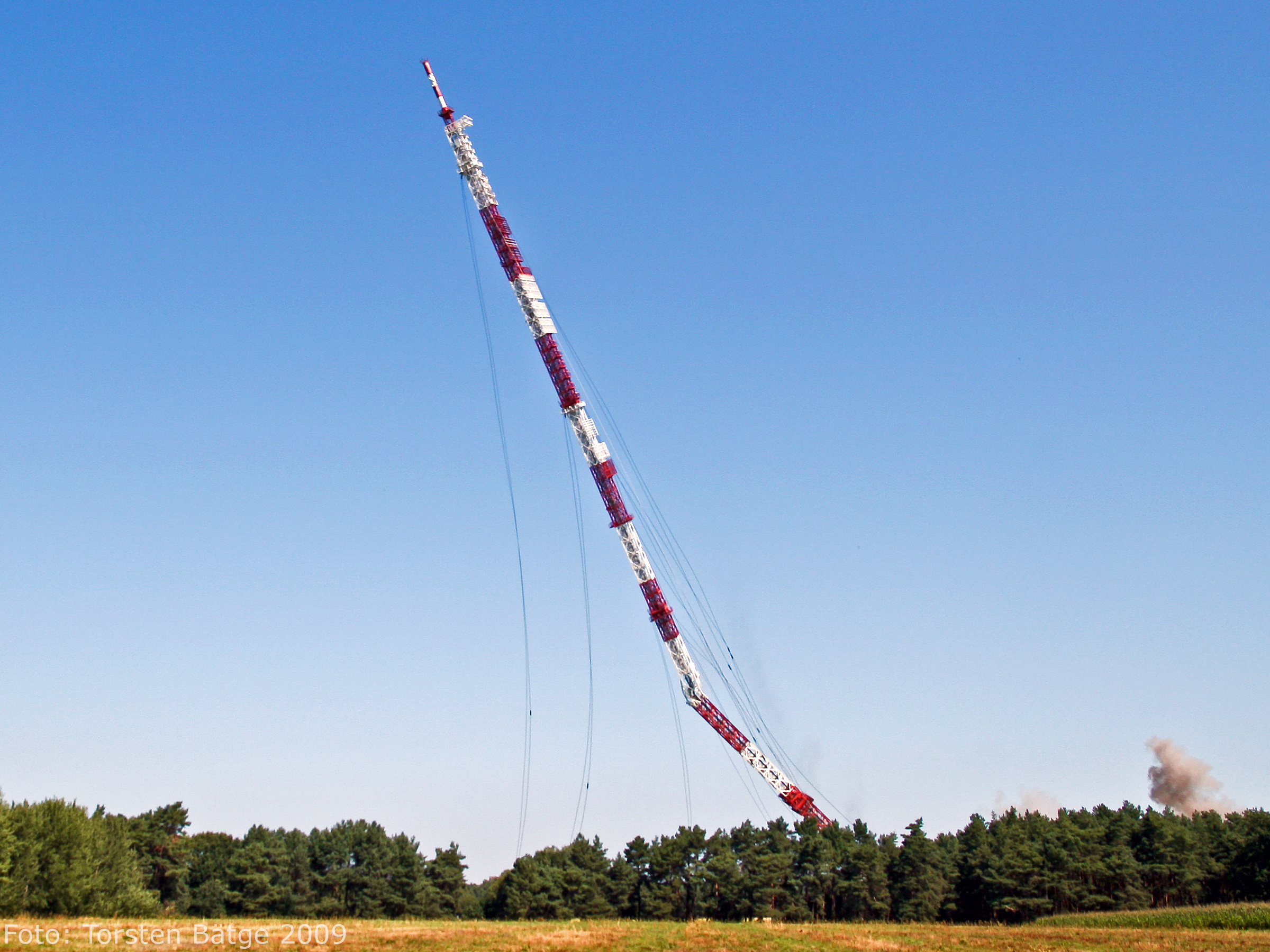
Sprengung des 324 m hohen Sendemastes Gartow 1 am 20. August 2009

Nach der Herstellung der Einheit Deutschlands konnte West-Berlin wieder über Fernkabelstrecken mit Westdeutschland verbunden werden. Zum Teil sind die für die Richtfunkverbindungen nach West-Berlin verwendeten Antennenträger in Clenze, Gartow und Torfhaus noch vorhanden und werden für Richtfunk sowie Rundfunk- und Mobilfunksender genutzt. Der große Stahlgittermast in Berlin-Frohnau wurde am 8. Februar 2009, der 324 m hohe Mast Gartow 1 am 20. August 2009 gesprengt. Der 344 m hohe Mast Gartow 2 wird weiter verwendet, ebenso der 57 m hohe Stahlfachwerkturm in Torfhaus.